# 헤더 오루크

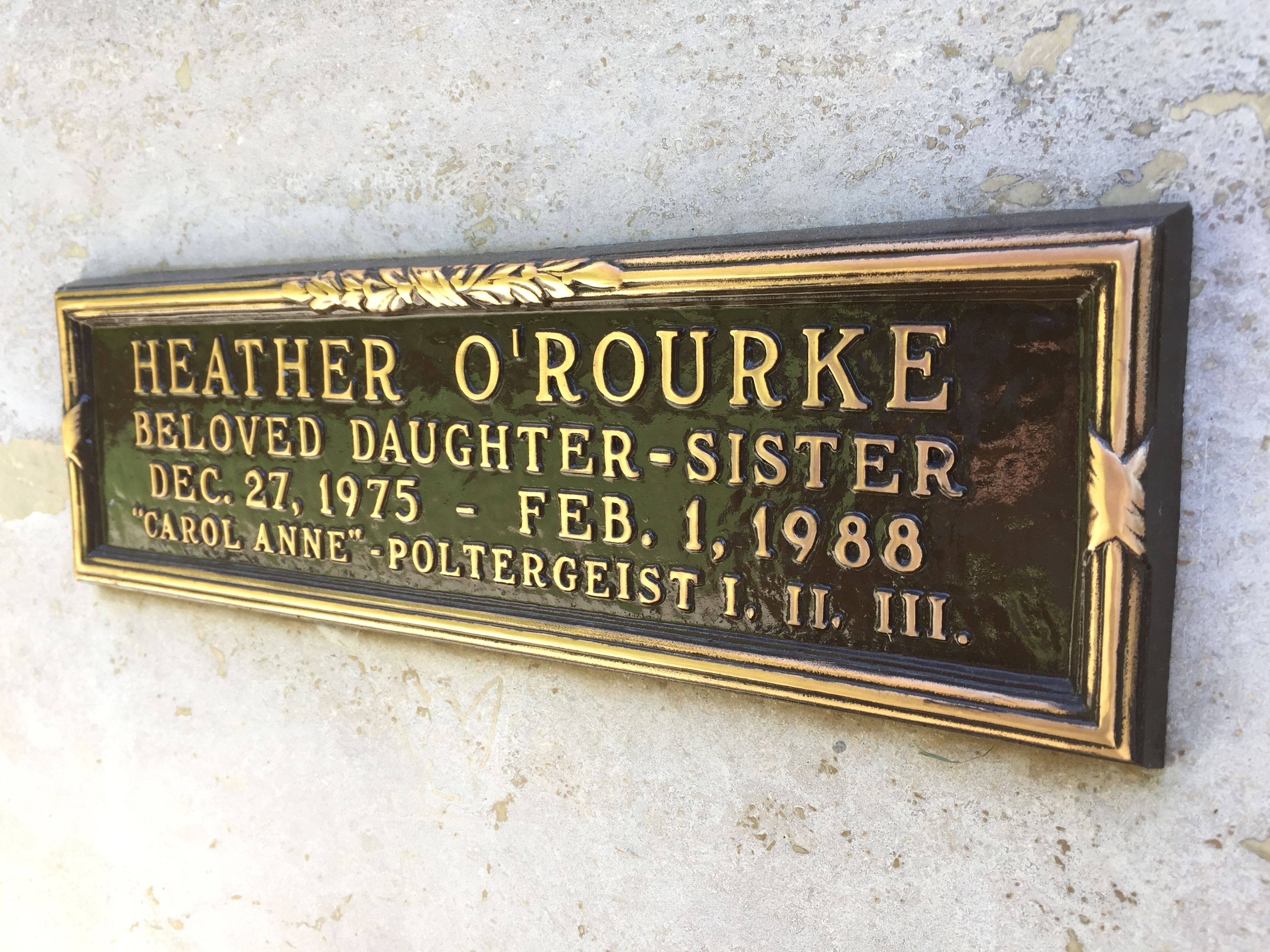

헤더 오루크(Heather O'Rourke, 1975년 12월 27일 ~ 1988년 2월 1일)는 미국의 배우, 영화배우, 텔레비전 배우이다.
샌디에이고에서 태어났으며 샌디에이고에서 사망하였다. 사인은 심정지이다.

## 영화
- 폴터가이스트 3 (1988년)
- 폴터가이스트 2 (1986년)
- 운명의 사람들 (1985년)
- 폴터가이스트 (1982년) - 캐롤 앤 프리링 역